# Evangelische Friedenskirche (Wien)

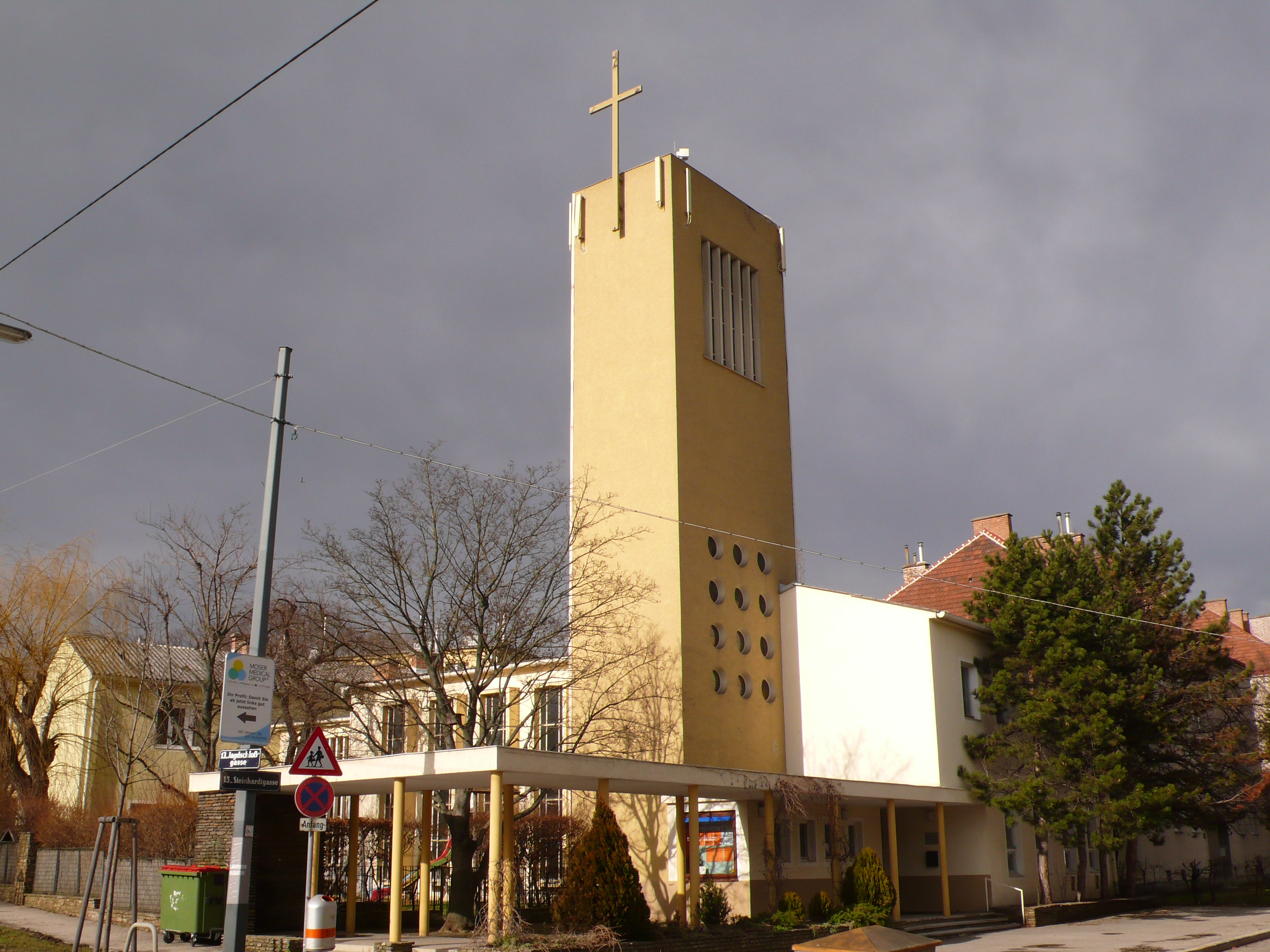
Evangelische Friedenskirche in Lainz

Die Evangelische Friedenskirche ist ein evangelisch-lutherisches Kirchengebäude in Lainz im 13. Wiener Gemeindebezirk Hietzing.

## Lage und Architektur
Die Friedenskirche befindet sich im Bezirksteil Lainz nordwestlich des Geriatriezentrums Am Wienerwald, Jagdschloßgasse 44. Sie ist das Werk des Architekten Rudolf Angelides. 1957/1958 wurden das Pfarrhaus und der Kindergarten errichtet und 1959/1960 das eigentliche Kirchengebäude. Diese drei Elemente bilden einen Baukörper mit dem quaderförmigen Kirchturm. Das Kircheninnere ist schlicht gehalten. Der Altar steht auf einer erhöhten Fläche an der Kopfseite der Kirche, zu der drei Stufen hinaufführen. Die hölzerne, hexagonale Kanzel ist links davon angebracht. Die Evangelische Friedenskirche steht unter Denkmalschutz. Sie ist eines von mehreren evangelischen Kirchengebäuden von Angelides, der in Wien etwa auch die Kirche am Wege und die Pauluskirche realisierte.

## Geschichte
Die in der Kirche beheimatete Pfarrgemeinde Lainz geht auf lutherische Heimatvertriebene nach dem Zweiten Weltkrieg zurück, die sich in der so genannten „Wartburg-Siedlung“ an der Lafitegasse ansiedelten. Die mit Jahresbeginn 1957 – kurz vor Baubeginn des Pfarrhauses im Oktober 1957 – entstandene Tochtergemeinde Lainz gehörte zur Pfarrgemeinde Hietzing mit Sitz in der Kreuzkirche in Penzing. Die im Frühsommer 1959 begonnene Friedenskirche wurde am 27. November 1960 durch Bischof Gerhard May geweiht. 1961 wurde Lainz eine selbstständige Pfarrgemeinde innerhalb der Evangelischen Superintendentur A. B. Wien. 1995 erfolgten eine Fassadenrenovierung und der Einbau eines neuen Jugendraums auf der Empore. Die Orgel wurde 1966 von der Salzburger Firma Dreher & Reinisch erbaut und verfügt über 18 Register, die auf zwei Manuale und Pedal aufgeteilt sind. Die Spiel- und Registertrakturen sind mechanisch.
| Glocke | Ton | Gießer    | Gussjahr | Gewicht |
| ------ | --- | --------- | -------- | ------- |
| I      | g´  | Grassmayr | 1983     | 526 kg  |
| II     | b´  | Grassmayr | 1990     | 324 kg  |